# Тарновски окръг
Тарновски окръг (на полски: Powiat tarnowski) е окръг в Южна Полша, Малополско войводство. Заема площ от 1411,58 км2. Административен център е град Тарнов, който не е част от окръга.

## География
Окръгът се намира в историческия регион Малополша. Разположен е в североизточната част на войводството.

## Население
Населението на окръга възлиза на 198 276 души (2012 г.). Гъстотата е 140 души/км2.

## Административно деление
Административно окръгът е разделен на 16 общини.
Градско-селски общини:
- Община Войнич
- Община Жабно
- Община Закличин
- Община Радлов
- Община Риглице
- Община Тухов
- Община Ченжковице

Селски общини:
- Община Вежхославице
- Община Ветшиховице
- Община Громник
- Община Жепенник Стшижевски
- Община Лишя Гора
- Община Плешна
- Община Скшишов
- Община Тарнов
- Община Шежини

## Галерия
- Ченжковице
- Радлов
- Риглице
- Тухов
- Войнич
- Закличин
- Жабно